# 千千闋歌
《千千闋歌》是香港女歌手陳慧嫻於1989年推出的一首歌曲，改編自日本歌手近藤真彥的《夕陽之歌》（夕焼けの歌），作曲馬飼野康二、填詞林振強、編曲盧東尼，收錄於同年推出的大碟《永遠是你的朋友》，是其代表作之一。此曲推出後獲香港各大媒體熱播，在以播放率計算排名的903專業推介中取得三星期冠軍的成績，亦獲得多個樂壇大獎，如1989年度叱咤樂壇流行榜頒獎典禮叱咤樂壇我最喜愛的歌曲大獎，其後更紅遍世界各地華人社會，唱至街知巷聞。

## 歷史
此曲的原版是日本歌手近藤真彥推出的《夕陽之歌》（夕焼けの歌），作曲者馬飼野康二。1988年，陳慧嫻宣布即將退出樂壇後，寶麗金為她製作一系列的「離別」歌曲，而《千千闋歌》便是其一，改編歌詞由著名已故填詞人林振強操刀，全然寫出離別的哀傷感，加上動人的旋律，令此曲甫推出即成大熱歌曲，全城熱播。
據陳慧嫻憶述，1989年她乃按其當時任職香港電台唱片騎師之好友黃靄君之建議，選取由近藤真彥原唱的以作改編，後得其音樂監製歐丁玉應允，並準備收錄於其全新大碟（即《永遠是你的朋友》）中。其後，陳歐一方遂與當時同與梅艷芳任職華星唱片、此曲之版權事務負責人陳淑芬接洽，以聯絡日本當地唱片公司及版權機構取得授權改編此曲。 然而，陳淑芬初步同意陳歐一方取得歌曲版權後三個星期仍未正式回覆，蓋梅艷芳聽到其前男友近藤真彥演唱此曲後，亦欲改編並翻唱，故立即詢問近藤真彥有關事宜，而為此陳淑芬亦同時授權梅艷芳改編此曲。 為顧及陳慧嫻及梅艷芳雙方意願，陳淑芬乃決定讓梅艷芳可於1989年6月15日前將其改編版本（即《夕陽之歌》）派台，而陳慧嫻則須待6月15日後方可將其改編版本（即《千千闋歌》）派台。後來，因種種不同因素，包括陳慧嫻暫別樂壇的「幾時再見演唱會」將於8月末至9月初舉行，而陳將於該演唱會上演唱《千千闋歌》；至於當時梅艷芳正在拍攝將於同年10月在香港上映的電影《英雄本色III夕陽之歌》，並欲兼用《夕陽之歌》作該電影之主題曲，便要求詞人陳少琪修改歌詞以配合劇情，令《夕陽之歌》所耗費的製作時間較長，致使《千千闋歌》和《夕陽之歌》雖於差不多同一時間派台，但《千千闋歌》仍然較早一點。 最終，收錄《千千闋歌》的《永遠是你的朋友》大碟於7月發行，至於收錄《夕陽之歌》的《In Brasil》大碟則於9月發行；《千千闋歌》亦入圍同年勁歌金曲第二季季選，而《夕陽之歌》則於第三季季選方入圍。
另外，此曲除《千千闋歌》及《夕陽之歌》外，亦被改編成其他粵語版本，如Blue Jeans的《無聊時候》及張智霖、許秋怡合唱的《夢斷》，而國語版則包括臺灣女歌手李翊君的《風中的承諾》，台語版臺灣女歌手黃乙玲的《天知地知》。實則自近藤真彥於1989年2月推出日語單曲以來，曾出現之改編版本不計其數，尤以於大中華地區發行之粵語或華語版本為甚，有關各版本資料詳見夕陽之歌 (近藤真彥單曲)#改編版本。

## 「闕」與「闋」
《千千闋歌》發行後，其歌名曾遭廣泛誤植為「千千闕歌」，當中「闕」實為別字，而林振強的歌詞手稿既原作「千千闋歌」，1989年由寶麗金發行之原版《永遠是你的朋友》唱片及相關宣傳品亦作「千千闋歌」。
「闕」、「闋」二字為同音字，粵音皆為[kyut3]（讀若「決」），普通話則皆可讀作ㄑㄩㄝˋ(què)。「闕」可指古代宮門外兩邊供瞭望的樓臺；而「闋」才是計算歌、詞、曲的單位。

## 1989年十大勁歌金曲金獎爭議
就近藤真彥原曲而言，由於陳慧嫻、梅艷芳、Blue Jeans、以及張智霖和許秋怡所屬的寶麗金、華星唱片、CBS/新力和永高創意，分別推出粵語改編版本《千千闋歌》（1989）、《夕陽之歌》（1989）、《無聊時候》（1990）和《夢斷》（1991），因此此曲於香港出現了「鬧四胞」事件，其中《夕陽之歌》乃成為電影《英雄本色III夕陽之歌》的主題曲。
陳慧嫻憑此曲於1989年度叱咤樂壇流行榜頒獎典禮以2715票的奪得「叱咤樂壇我最喜愛的歌曲大獎」，而時任香港商業電台董事兼總經理俞琤更直指此獎項為「真正代表民意」。
在無綫電視舉辦的1989年度十大勁歌金曲頒獎典禮中，主辦單位將金曲金獎頒予《夕陽之歌》，而陳慧嫻亦在寶麗金的要求下未有留在台上等待宣布得奬結果一刻，可見此結果令唱片公司極度不滿。時任無綫電視高層吳雨多年後透露，因陳慧嫻的《千千闋歌》與梅艷芳的《夕陽之歌》勢均力敵，令陳慧嫻所隸屬的寶麗金唱片公司與梅艷芳所隸屬的華星唱片公司爭相拉票。最後在平衡各方利弊及因素後，當年屬無綫高層的吳雨等人便決定讓梅艷芳獲大獎。吳雨說：「頒獎禮嗰日喺利舞臺舉行，明明已經將得獎結果保密，但唔知道唱片公司點樣知道陳慧嫻輸咗畀梅艷芳。」他續說：「當時寶麗金唱片公司的一名高層失咗控，或者因為喝了酒，就捉住Kelly鄭（前無綫高層鄭君略）很不開心地投訴。我見到後就一個箭步衝過去，就立即抓住關偉（前寶麗金唱片公司高層）說：『有事慢慢講，明日，明日，我們談妥它！』高層德哥（時任寶麗金高層陳汝雄）也過來幫忙，事件終於擺平。」。

## 獎項
- 1989年度叱咤樂壇流行榜頒獎典禮：叱咤樂壇我最喜愛的歌曲大獎（2715票）
- 1989年度十大勁歌金曲頒獎禮：十大勁歌金曲獎
- 1989年度十大勁歌金曲頒獎禮：最佳歌曲監製獎
- 1989年度十大勁歌金曲頒獎禮：第二季入選歌曲
- 1989年度十大中文金曲頒獎禮：十大金曲獎
- 第七屆華語音樂傳媒大賞：「樂壇至尊經典歌曲獎」
- RoadShow至尊音樂頒獎禮2007：「殿堂金曲獎」
- 2011年“麦王争霸·30年30曲粤语金曲评选”：第一

## 流行榜成績
| 903 專業推介 | RTHK 中文歌曲龍虎榜 | TVB 勁歌金榜 |
| ------------ | ------------------- | ------------ |
| [1]          | 1                   | 1            |

- 註:[1]為三週冠軍
- 商業電台903叱咤樂壇流行榜走勢: 1->1->1->3->9->10->7->12->23->21->26->20->19->30
- RTHK中文歌曲龍虎榜走勢: 5->2->1->4->8
- TVB勁歌金榜走勢: 4->3->1->2->3

## 其他版本
由於《千千闋歌》大熱，很多著名歌手都曾翻唱過，較為人熟悉的是天王張國榮在1990年的告別演唱會中的翻唱，為一時佳話。
1990年代，香港流行樂團藍戰士亦將曲調翻唱為《無聊時候》。
1991年，台灣台語歌手王建傑將之翻唱為《思念你的心情》。此外，同年香港歌手張智霖及許秋怡亦以同調粵語歌曲《夢斷》詮釋。
1995年，台灣台語歌手黃乙玲將之翻唱為台語版的《天知地知》。
2001年，台灣台語歌手王識賢將之翻唱為《老鷹》。
2015年，廣州恆大球迷歡送領隊納比，萬人齊唱《千千闋歌》。
有「翻版陳慧嫻」之稱的糖妹亦曾多次翻唱此曲，包括於2016年大金大家庭演唱會中翻唱。
另外，影星成龍亦是《千千闋歌》的超級歌迷，在歌曲當紅時曾經在片場不斷播放《千千闋歌》的錄音帶。
2019年12月13日，由湖南衛視製作的綜藝節目《嗨唱轉起來》第9集中，香港藝人胡杏兒亦在節目中翻唱此曲。
2020年5月5日，由江蘇衛視製作的音樂節目《聚划算百億補貼55青春選擇之夜》中，中國大陸歌手周深在節目中先後翻唱陳慧嫻《千千闋歌》、近藤真彥及李翊君《風中的承諾》。

## 相關
- 夕陽之歌

## 外部連結
- 千千闋歌 歌詞（页面存档备份，存于）
- 陳慧嫻 - 千千闋歌（页面存档备份，存于）
- 張國榮 - 千千闋歌（页面存档备份，存于）
- 勁歌總選:激選大件事（页面存档备份，存于）
- 【慧嫻演唱會】來日縱使千千闕歌…89年慧嫻 vs 2014年慧嫻 (蘋果日報)（页面存档备份，存于）